# Markaz ash Shaykh Zuwayd
Markaz ash Shaykh Zuwayd (arabiska: مركز الشيخ زويد) är en region i Egypten.   Den ligger i guvernementet Sina ash-Shamaliyya, i den nordöstra delen av landet, 290 km öster om huvudstaden Kairo.